# Бібліотека Альбертіна
Бібліотека Альбертіна (нім. Bibliotheca Albertina), також Бібліотека Лейпцизького університету (нім. Universitätsbibliothek Leipzig) — головна наукова бібліотека Лейпцизького університету. Заснована 1543 року.

## Історія
Бібліотека була заснована в епоху Реформації, коли було розпущено лейпцизький Монастир Святого Павла, що належав домініканцям. 1543 року представник Альбертинської лінії Веттінів курфюрст Саксонії Моріц подарував власність і приміщення монастиря Лейпцизькому університету. В одному з приміщень монастиря, що називалося Міттельпаулінум, було зібрано бібліотеки багатьох розформованих монастирів. Саме це зібрання стало основою майбутньої бібліотеки.
Серед найвидатніших бібліотекарів Альбертіни варто згадати Йоахіма Феллера (працював з 1675 року), який уклав каталог рукописів; Кристіана Готліба Йохера (працював з 1742 по 1758 роки), який запровадив алфавітний каталог; Ернста Готгельфа Герсдорфа (з 1833 року), що реорганізував Альбертіну за науковими принципами.
На кінець XIX століття фонди бібліотеки зросли настільки, що виникла нагальна потреба переїзду в більше приміщення. 1891 року бібліотека преїхала на Бетховенштрассе, де було споруджено для неї нову будівлю, спроектовану Арведом Россбахом в силі неоренесансу. Новий корпус бібліотеки було названо Альбертіною на честь Альберта, короля Саксонії (1828–1902).
Під час Другої світової війни внаслідок авіаційних нальотів будівля бібліотеки була на дві третини зруйнована. Каталоги й фонди були вчасно евакуйовані й не постраждали. Після війни десятиліттями використовувалося лише ліве, неушкоджене крило бібліотеки. Після возз'єднання Німеччини в 1994 році розпочалася масштабна реконструкция та відбудова Альбертіни, яка була завершена 2002 року. Було знесено руїни правого крила, зроблено додатковий підвальний поверх та повністю реконструйовано фасад бібліотеки.
2010 року стіни історичної читальної зали бібліотеки були оздоблені художнім панно української мисткині Лади Наконечної.
Сьогодні Альбертіна є головною університетською бібліотекою Лейпцига, центральною бібліотекою гуманітарних наук та архівною бібліотекою Лейпцизького університету.
Поряд з головним корпусом в структуру бібліотеки входять 22 факультетські філії.

## Фонди
Бібліотека має більше 5 млн томів та одержує за передплатою 7 200 журналів. У відкритому доступі виставлено 200 000 томів. Бібліотека має також низку спеціальних колекцій: 8700 давніх рукописів, 3200 з яких входить до колекції східних рукописів, 3700 інкунабул, 173 000 автографів та велику кількість друків XVII століття. У фондах є цінна колекція папірусів та остраконів, серед яких один з найдавніших медичних манускриптів Папірус Еберс (бл. 1525 р, до н. е.), Лейпцизька Світова хроніка (2 століття).